# واقع مفروض
واقع مفروض (بالإنجليزية: Facticity, Factice) يطلق، عند هيدجر وسارتر، على نحو من أنحاء الوجود الإنساني الذي يتحدد بالموقف الذي نجد أنفسنا فيه، أي «الواقعة» التي علينا مواجهتها، والتي لا نتحكم فيها مثل يوم الميلاد ومكان الميلاد والوالدين، وحدود كوني إنسانا مثل «الوجود من أجل الموت» أو واقعة أننا يجب علينا أن ننمو، وبالتالي فإن الواقع المفروض أساس أفعالنا، وأن حريتنا ومجاوزة ظروفنا هي ضد هذا الواقع.